# Sena du Malawi
Pour les articles homonymes, voir Sena.
Ne doit pas être confondu avec sena du Mozambique.
Le sena du Malawi, ou chisena (autonyme : cisena), est une langue bantoue parlée au Malawi.

## Utilisation
Elle est parlée par 468 000 personnes en 2009, principalement dans le sud du district de Chikwawa et le long de la frontière mozambicaine dans le district de Nsanje.

## Dialecte
Il existe le dialecte du chimanganja, relié linguistiquement au kunda mais n'est pas intelligible avec lui.